# Dysgonia obscura
Dysgonia obscura är en fjärilsart som beskrevs av Bremer och William Grey 1853. Dysgonia obscura ingår i släktet Dysgonia och familjen nattflyn. Inga underarter finns listade i Catalogue of Life.